# L.P. Christensen (redaktør)
Lorens Peter Christensen (født 10. marts 1882 i Rinkenæs, død 5. maj 1960 i Flensborg) var chefredaktør for Flensborg Avis 1940-1960 samt lokalpolitiker.
Søn af landmand Claus Peter Christensen (1839-1918) og Margrethe Marie Høck (1849-1931). Gift 26. oktober 1912 med Margrethe Jensen, født 29. september 1884 i Adelby sogn, død 7. marts 1971 i Flensborg, datter af bygmester Martin Diederich Jensen (1853-1934) og Anna Maria Thomsen (1853-1930).
L.P. Christensen blev ansat på Flensborg Avis i 1898 som journalistelev og blev redaktionssekretær i 1906, da redaktør Jens Jessen døde. I perioden 1940-1960 var han avisens ansvarshavende redaktør.
Som sønderyde var han indkaldt til tysk krigstjeneste 1915-18 og igen i 1944 til tysk »Folkestorm«, Volkssturm.
Han var medlem af bestyrelsen for Dansk Skoleforening i Flensborg fra 1921, næstformand 1935-51, formand fra 1951 til sin død. Han var medlem af Flensborg byråd fra 1924 til borgerrepræsentationens ophævelse 1. januar 1934, og derefter udnævnt til rådsherre, rådmand 1945, vicebypræsident i 1955. Han blev Flensborg bys æresrådmand 1955 og var medlem af forretningsudvalget for de danske Sydslesvigeres fællesråd og efter dettes ophævelse medlem af hovedstyrelsen for Sydslesvigsk Forening. Medlem af Flensborg bys hovedudvalg for tysknordiske foranstaltninger under østersøåret 1931. Han gennemførte fra 1926 danske gæstespil på Flensborg bys teater og andensteds i Sydslesvig og var næstformand for Borgerforeningen i Flensborg fra 1930, formand 1955, æresformand fra 1958.
Redaktør af afstemningsværket Slesvig delt (1922, 2. oplag 1923) og af Grænsebogen (1923). Medarbejder ved Haandbog i det slesvigske Spørgsmaals Historie, Flensborg Bys Historie og andre nationale værker; også: Borgerforeningen i Flensborg gennem 100 Aar (1935); Graasten Bank 1920-45.